# Проект 52
Проект 52 — проект транспортной системы большой грузоподъёмности, разрабатывавшейся в начале 1980-х годов в ОКБ Мясищева.

## Описание
Главной целью проекта была разработка системы воздушного старта многоразового воздушно-космического самолета быстрого реагирования. Взлётная масса системы должна была составлять 800 тонн. Самолёт должен был транспортировать грузы  массой до 500 тонн, диаметром до 12 м и длиной до 50 м.
Для максимального снижения веса было решено вообще отказаться от фюзеляжа. Такое решение предъявляло особые требования к прочностным свойствам самого груза, поскольку груз должен был выдерживать нагрузки, которым в обычных самолётах подвергается фюзеляж. Решение отказаться от фюзеляжа вынудило конструкторов использовать для проекта тандемную аэродинамическую компоновку. Груз должен был располагаться посередине между двумя крыльями.
Для крепления грузов предполагалось использовать кольцевые фермы, адаптированные для конкретных случаев. Для перевозки пассажиров планировалось использовать специальный пассажирский модуль, вставляемый между секциями самолёта.
Проект не вышел из стадии разработки.